# Ото VIII (Ваймар-Орламюнде)
Ото VIII (VII) фон Ваймар-Орламюнде (на немски: Otto VIII (VII) von Weimar-Orlamünde; * пр. 1313; † 1313/1334/12 март 1335) от фамилията Аскани от графство Ваймар-Орламюнде е граф на Лауенщайн, Графентал-Лихтенберг.
Той е петият син на граф Херман IV (V) фон Ваймар-Орламюнде († 1319) и съпругата му Мехтилд фон Рабенсвалд († 1334/1338), дъщеря на граф Фридрих фон Рабенсвалде († 1315) и Елизабет, графиня фон Мансфелд и Остерфелд († 1320), дъщеря на Херман II бургграф фон Нойенбург-Фрайбург, граф фон Мансфелд, Берка-Остерфелд (+ сл. 1308) и Хайлвиг фон Берка (+ сл. 1285).
Брат е на граф Фридрих I († 1365), граф на Ваймар-Орламюнде, и Херман VI (VIII) († 1372), граф на Ваймар-Орламюнде

## Фамилия
Ото VIII (VII) фон Ваймар-Орламюнде се жени ок. 1321. г. за Хелена фон Нюрнберг-Цолерн († сл. 14 ноември 1378), дъщеря на бургграф Фридрих IV фон Нюрнберг († 1332) и Маргарета от Каринтия († 1348). Те имат три деца:

- Хелена фон Орламюнде († 19 юни 1369), омъжена 1369 г. за херцог Хайнрих VIII (VII) от Силезия-Бриг († 1399)
- Фридрих II фон Орламюнде († 14 октомври 1368), граф на Орламюнде, женен пр. 18 ноември 1357 г. за София фон Шварцбург-Бланкенбург († 1392), дъщеря на крал Гюнтер XXI фон Шварцбург-Бланкенбург († 1349)
- Ото († сл. 1335), каноник във Вюрцбург

Вдовицата му Хелена фон Нюрнберг се омъжва втори път между януари 1341 и 27 януари 1346 г. за граф Хайнрих VIII (IX) фон Шварцбург († 1358/1360).